# Wilhelm Herman Barth
Wilhelm Herman Barth (27. april 1813 i København – 1. august 1896), dansk musiker, komponist og musikteoretiker.
Han var søn af tømrer Friderich Wilhelm Barth (født i Berlin 1787) og Eleonora Elisabeth født Schultz. I 1834 blev han gift med Caroline Amalie Marquard, datter af forvalter Johan Hendrik Marquard.
Barth spillede violin, horn, cello og orgel uden at få varig ansættelse, men var janitshar ved Livgarden fra 1834-38. I 1851 ansattes han som kantor ved Garnisonskirken, 1852 som organist ved Reformert kirke, 1859 ved Sankt Petri Kirke og 1878 som klokker ved Jacobskirken. Men størst betydning fik Barth som musikteoretiker. Han var en af de første selvstændige forfattere på dette område her hjemme, og i en periode var hans værker meget benyttede ved undervisningen i musikteori.

## Musik
- 10 fughetter for orgel (1858)
- 4 fugerede postludier (1865)
- 2 Koncertouverturer for orkester (1860 og 1861)
- Lovsang for solo, kor og orkester (1867)
- 2 strygekvartetter

## Musikteoretiske værker
- Læren om den enkelte Kontrapunkt (1868)
- Harmonilære (1869)
- 100 Exempler til Udarbejdelse (1870)
- Modulationslære (1884)